# Stinasgrundet
Stinasgrundet ist eine zu Schweden gehörende Schäre im Stockholmer Schärengarten.
Die Schäre gehört zur Gemeinde Vaxholm. Stinasgrundet liegt südlich der Insel Tynningö. Südöstlich liegt Lilla Båtsholmen, südwestlich Kalvhuvudet und westlich Kalvholmen. Südlich der Schäre verläuft die Schiffsroute von der Ostsee nach Stockholm.
Stinasgrundet erstreckt sich von Nordwesten nach Südosten über etwa 45 Meter bei einer Breite von bis zu etwa 20 Metern. Die Insel ist unbewohnt und unbebaut. Sie ist weitgehend kahl und nur mit wenigen Büschen und Sträuchern bewachsen.